# Девчич, Иван
И́ван Де́вчич (хорв. Ivan Devčić, 1 января 1948, дер. Красно Поле ок. г. Сень, Югославия) — хорватский архиепископ, возглавляющий архиепархию Риеки.
Родился 1 января 1948 года в деревне Красно Поле неподалёку от Сеня. После окончания школы изучал теологию в Риеке, после третьего семестра перевёлся в Папский Григорианский университет в Риме. В 1974 году окончил университет, в 1980 году в том же университете получил докторскую степень по философии.
После защиты докторской диссертации вернулся на родину. Занимался научной и преподавательской деятельностью, в частности был профессором философии в Высшей богословской школе в Риеке. Опубликовал несколько работ по философии.
28 июня 1975 года рукоположён в священники. С 1985 по 2000 год ректор семинарии в Риеке.
17 ноября 2000 года назначен архиепископом архиепархии Риеки после смерти её предыдущего руководителя Антона Тамарута. 16 декабря того же года состоялась епископская хиротония. Главным консекратором был кардинал Йосип Бозанич. В рабочих структурах Конференции католических епископов Хорватии возглавляет совет по католическим школам и высшему церковному образованию и совет по работе со СМИ.